# Kevin Vuong
Kevin Vuong est un réserviste, avocat, homme d'affaires et homme politique canadien, député de Spadina—Fort York à partir de l'élection fédérale de 2021, siégeant en tant qu'indépendant. Vuong est présenté comme le candidat libéral au moment de l'élection, mais le parti lui retire son appui quelques jours avant l'élection, en raison de la révélation d'un procès en cours à son encontre et d'une accusation, datant de 2019 et retirée depuis, d'agression sexuelle. Vuong ne l'avait pas révélé lorsque le parti l'a sondé pour sa candidature. Avant d'entrer en politique, Vuong a travaillé dans les industries des affaires et de la finance, et a servi en tant qu'officier de réserve dans la marine royale canadienne.

## Biographie
Les parents de Vuong sont des réfugiés de la guerre du Viêt Nam et ont été des boat-people. Il grandit à Brampton, dans l'Ontario. Il est diplômé de l'Université Western Ontario en 2011, avec une licence en études de gestion et d'organisation avant de terminer une maîtrise de droit à la faculté de droit de l'Université de Toronto,.
Vuong est membre de la délégation canadienne Y20 pour le sommet de 2013 du G20. Il mène ainsi des négociations multilatérales dans deux groupes de travail — sur la régulation financière internationale et le développement d'infrastructures — et, lui et son équipe ont présenté un rapport final au président russe, Vladimir Poutine, et d'autres leaders du G20 sur le combat international contre les paradis fiscaux.

### Carrière dans les affaires
Vuong a travaillé au centre d'appel de la Banque Toronto-Dominion pendant sa première année à l'université et a été stagiaire d'été pendant sa deuxième année, à TD Securities (en). Pendant son temps à TD, il est volontaire chez United Way of America pour animer des ateliers d'éducation financière.
En 2016, Vuong est nommé par le magazine Corporate Knights (en) comme faisant partie du top 30 canadien des moins de 30 ans,.

### Carrière militaire
Vuong est sous le coup d'une enquête militaire pour ne pas avoir notifié les forces armées canadiennes en 2019 de son arrestation au motif d'agression sexuelle. Vuong a servi comme officier aux affaires publiques sur le HMCS York (en),. En novembre 2020, Vuong est nommé par le secrétaire général de l'OTAN, Jens Stoltenberg, jeune leader OTAN 2030 pour le Canada, seul canadien de ce groupe, avec 13 autres leaders pour le conseiller sur le futur de l'alliance à 30,.

## Carrière politique

### Politique municipale
Vuong a milité pour un prix de la congestion avec la Commission de l'écofiscalité du Canada, rédigeant une Op-ed avec l'économiste Chris Ragan soulignant les coûts sociaux pour les jeunes et les personnes de couleur. Il est co-président de la Stratégie d'équité pour les jeunes de Toronto (en anglais : Toronto Youth Equity Strategy), au sein de laquelle, il aide à lever 958 000 dollars pour des infrastructures sociales pour les jeunes et se bat pour donner un rôle plus significatif aux jeunes dans la gouvernance policière et dans les débats sur la discrimination raciale et la perte de confiance dans la police. Cela inclut la mise en place d'une semaine de la jeunesse, chaque année, à Toronto. Vuong a aussi plaidé en faveur de programmes pour les jeunes vulnérables et contre l'annulation des "Journées de la jeunesse" accessibles à tous à l'Exposition nationale canadienne,. Il a poussé la ville de Toronto (en) à attribuer des rôles et des pouvoirs spécifiques aux jeunes, particulièrement concernant les questions d'urbanisme. Alors qu'il étudiait pour son master, Vuong a animé un sommet de deux jours pour inspirer un Toronto plus durable et inclusif, avec le soutien de ONU-Habitat par le nouvel agenda urbain de l'ONU et les objectifs de développement durable.

#### Campagne de 2018 pour le conseil municipal de Toronto
Vuong se présente pour le conseil municipal de Toronto dans le quartier 10 Spadina—Fort York (en) pendant l'élection municipale de 2018 (en). Sa campagne se focalise sur la mise en avant du manque de services et d'infrastructure en centre-ville, sa compréhension du phénomène de vie verticale qui s'appuie sur ses plusieurs années à la présidence de son conseil de copropriété, l'adaptation climatique et l'action pour les communautés verticales. Pendant la campagne, la conversion de King Street, voie de circulation populaire, en une rue centrée sur le transport en commun a été critiquée. Vuong organise "King Street Eats" pour aider les restaurants locaux à s'adapter et à attirer des clients. Il prétend avoir été victime de pressions de la part de son opposant, le sortant Joe Cressy (en), pour se retirer de la course. Vuong a reçu un soutien de la part du Toronto Sun.

### Élection fédérale canadienne de 2021
Peu de temps avant les élections fédérales canadiennes de 2021, le Toronto Star révèle le 10 août 2021 qu'il était attendu que Vuong soit nommé par le Parti libéral, candidat pour la circonscription de Spadina—Fort York, à la suite de l'annonce surprise du retrait du député libéral sortant, Adam Vaughan. Les libéraux annoncent qu'il a été acclamé pour être candidat, le 13 août.

#### Affaires judiciaires
Le 1er septembre 2021, The Globe and Mail et d'autres publications médiatiques rapportent que Vuong est impliqué dans un procès de 1,5 million de dollars, intenté à son encontre concernant son affaire de fabrication de masques, TakeCare Supply.
Le 16 septembre suivant, le Toronto Star révèle, par le biais de la divulgation de documents juridiques, que Vuong a été inculpé pour agression sexuelle en 2019. Les charges pour cette affaire ont été abandonnées, peu après. Vuong n'a révélé ni l'inculpation abandonnée, ni le procès en cours, au Parti libéral, malgré l'obligation que telle information doive être donnée lors du processus de validation de sa candidature.
Vuong déclare qu'il aimerait "déclarer sans équivoque que ces allégations sont fausses" et que "je me suis battu avec vigueur contre ces allégations quand elles ont été initialement portées à mon attention. Celles-ci ont été retirées. Si elles ne l'avaient pas été, j'aurais continué de me défendre contre ces fausses affirmations", et que le "fait qu'elles refont surface trois jours avant l'élection est profondément troublant pour moi et ma famille." Vuong qualifie la relation de "occasionnelle mais intime" et qu'il a "tout compris comme étant consenti."

#### Réactions
Le premier ministre, Justin Trudeau, chef du Parti libéral, répond à ce sujet le 17 septembre, déclarant : "Nous sommes un parti qui prend toujours au sérieux toute allégation ou signalement de harcèlement, intimidation ou agression sexuelle" et "Nous sommes en train d'examiner cela très attentivement et nous avons demandé au candidat d'interrompre sa campagne." 
Le chef du Nouveau parti démocratique, Jagmeet Singh dit que Vuong a soit "menti" aux libéraux, soit le parti était au courant des faits et plaçait ses ambitions "au-dessus des vies et du bien-être des femmes." Le chef du Parti conservateur, Erin O'Toole réclame que "Justin Trudeau doit faire le bon choix et renvoyer ce candidat et confirmer que, si élu, ce candidat ne fera pas partie du caucus libéral."
Le département de la défense nationale annonce que les forces militaires allaient aussi réexaminer le dossier de Vuong, car Vuong n'a pas informé son affaire judiciaire à sa chaîne de commandement.
Le 18 septembre, en raison du non-respect de la transparence, les libéraux annoncent que Vuong ne pourrait pas s'asseoir au Parlement en tant que libéral s'il gagnait.

### Député
Bien qu'ayant été lâché par le Parti libéral et malgré ses affaires judiciaires en cours, Vuong est élu au Parlement le 20 septembre. Vuong annonce son intention de siéger comme indépendant après son élection.
Le 22 septembre, deux jours après les élections fédérales, Vuong dit sur Twitter qu'il "travaillera[it] dur pour gagner la confiance" des électeurs et qu'il a l'intention de prendre la parole à propos des accusations d'agression sexuelle, déclarant : "J'ai l'intention d'y répondre à une date ultérieure, de manière plus complète dans une tribune dédiée." Vuong ajoute que "des accusations d'agression sexuelle sont quelque chose de sérieux, méritant de plus amples explications que ce que cette déclaration peut apporter." Vuong supprime plus tard le tweet contenant cette déclaration.
Le chef du Parti libéral de l'Ontario Steven Del Duca appelle Vuong à un "examen de conscience" pour voir s'il est crédible qu'il assume ses fonctions en tant qu'indépendant, "étant donné les circonstances de l'accusation" à son encontre. Il dit aussi que Vuong ne serait pas autorisé à se présenter en tant que libéral au niveau provincial, même s'il devait être blanchi. Le prédécesseur de Vuong, Adam Vaughan appelle aussi Vuong à démissionner, affirmant que Vuong ne pouvait pas prendre honorablement un « siège compromis » gagné par une « victoire compromise ».
Trois mois après son élection à la chambre, la démission de Vuong est toujours demandée par plusieurs électeurs. Une pétition en ce sens rassemble alors plus de 5 200 signatures.

#### Combat anti-racisme
Vuong soulève la question du racisme et appelle le gouvernement fédéral à prendre des mesures de plus grande ampleur pour combattre le racisme et, particulièrement, la haine anti-asiatique. Il est le député parrain d'une pétition à la Chambre des communes, initiée par Marvin Rotrand (en), qui milite pour que le "Gouvernement du Canada refuse tout financement ou assistance public à n'importe quelle organisation non-gouvernementale domestique ou étrangère, promouvant ou s'engageant dans l'antisémitisme, comme défini par la définition de travail de l'IHRA de l'antisémitisme."